# Michałowice (Łódź)
Pour les articles homonymes, voir Michałowice.
Michałowice est une localité polonaise de la gmina de Kowiesy, située dans le powiat de Skierniewice en voïvodie de Łódź.